# Бежтинцы
Бежтинцы, капучинцы, (самоназвание бежт. бежкьас — по главному селению Бежта — от бежкьа — «загон», «двор») — один из коренных народов Дагестана. Входят в группу цезских народов. Помимо Дагестана, также компактно проживают в Грузии.

## Расселение
Численность в России (в Дагестане) — 6184 чел. (по переписи 2002 года) или около 8280 человек по оценке на 2009 год).

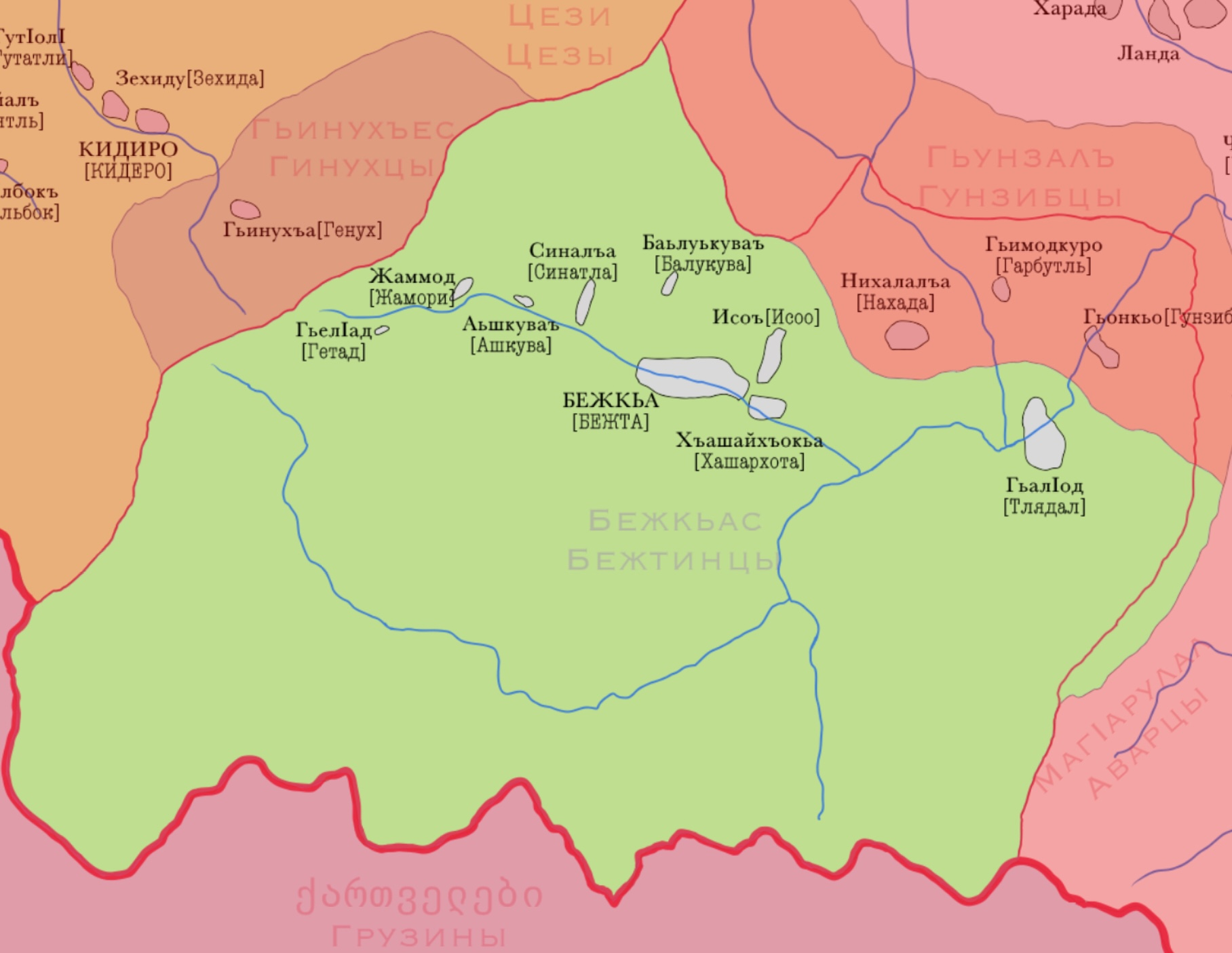
Бежтинские села в горной зоне. Названия приведены на бежтинском языке.

Этническая территория бежтинцев находится в западном высокогорном Дагестане (Бежтинский участок), поселения их расположены по левым притокам реки Аварское Койсу, в отрогах Большого Кавказа и Богосского хребта. На юго-западе они соседствуют с дидойцами (цезами), гунзибцами и гинухцами, на юге — с дидойцами (цезами), на востоке — с аварцами.
Основные бежтинские сёла: Бежта, Хашархота, Тлядал и окружающие их хутора. Часть бежтинцев с XVI—XVII вв. проживает в Грузии, в селе Чантлискуре в соседнем пограничном Кварельском районе — до 850 человек, оценка 2009 г. Также бежтинцы компактно проживают в Азербайджане, в двух кварталах селения Кабахчоли (Белоканский район). В советский период часть бежтинцев переселилась на Кумыкскую равнину — в Бабаюртовский район (селения Качалай, Караузек, 40 лет Октября, Ахайотар, Ачи-Чунгур и Каратюбе) и Кизлярский район (селения Заречное, Рыбалко, Вперёд). Незначительная часть проживает среди других аваро-андо-цезов, а также в городах Дагестана.
Бежтинцы относятся к кавкасионскому типу балкано-кавказской расы большой европеоидной расы. Говорят на бежтинском языке, который относится к цезской подгруппе аваро-андо-цезской группы нахско-дагестанской ветви северокавказской семьи языков.

## Генетика
По мужской линии у бежтинцев встречаются следующие гаплогруппы .
1. J1 — 97,70 %
2. J2 — 1,15 %
3. R1b —1,15 %

## История
Как этнос бежтинцы представляют собой народность, процесс консолидации которой с аварцами ещё не завершился. С соседними народами отношения исторически мирные, деловые, добрососедские; столкновений на этнической почве не было.
О происхождении бежтинцев, как и других дагестанских народов, говорить весьма затруднительно. Известно, что издревле они входили в конфедерацию Дидо. Основой для образования горских племён Дагестана, в том числе и конфедерации племен Дидо, в I тыс. до н. э. послужили субобщности, на которые, начиная с III тыс. до н. э., стала распадаться восточно-кавказская этнокультурная общность. Позднее, уже в средние века, бежтинцы выделились из конфедерации Дидо как самостоятельный этнос. Письменные источники и археологический материал соседних микрорегионов позволяют полагать, что во 2-й пол. I тыс. до н. э. бежтинцы вместе с другими племенами переместились на современную территорию из Закавказья.
Первые свидетельства о племенах на северных склонах Большого Кавказа (в том числе и о капучинцах) относятся к первым векам н. э. Племена андо-цезов были известны античным авторам под общим названием «дидуры» (от груз. «большой», «огромный» — Страбон, Клавдий Птолемей, Плиний Старший и др.). Дальнейшее их пребывание на тех же территориях засвидетельствовано средневековыми армянскими, арабскими, грузинскими и др. авторами.
В XV—XVI вв., в силу совокупности внутренних и внешних социальных и военно-политических причин, этнополитическое объединение Дидо распадается. Результатом этого было образование на территории Западного Дагестана самостоятельных союзов сельских общин и их федераций. Одним из самых сильных в военно-политическом отношении союзов здесь в XVI — нач. XVII вв. стал союз Анцухо-Капуча, в состав которого наряду с анцухцами и гунзибцами входили и бежтинцы. В сер. XVIII в. этот союз распался на отдельные военно-политические единицы Анцух и Капуча.
В начальный период движения горцев северо-восточного Кавказа за независимость народы северо-западного Дагестана в этой борьбе участия не принимали. Однако жестокая политика царизма по отношению к горцам, их торгово-экономическая блокада привели к тому, что нейтральная часть горцев, в том числе и капучинцы, с 1840-х гг. активно втянулись в войну на стороне Шамиля.
После окончания Кавказской войны бежтинцы, как и другие дагестанцы, вошли в состав Российского государства с административным статусом Бежтинского округа Дагестанской области. С 1861 года они вошли в Бежтинское наибство Гунибского округа, в советское время вместе с дидойцами (цезами), гунзибцами и гинухцами — в состав Цунтинского района Дагестанской АССР РСФСР, а с 1993 года образовали Бежтинский участок Цунтинского района Республики Дагестан. С 1930-х годов были искусственно как ряд народов включены в состав аварцев. 
Подавляющее большинство бежтинцев исповедуют ислам суннитского толка. Хотя их этническая территория находилась в непосредственном соседстве с Грузией и представляла собой поле широкой деятельности христиан-миссионеров, христианство здесь заметного следа не оставило, как это было к примеру, в Центральной Аварии, тем не менее элементы поклонения кресту в религиозных представлениях бежтинцев сохранялись вплоть до принятия ислама, хотя в своей основе эти представления носили характер язычества. Сведений о распространении здесь ислама непосредственно арабами не сохранилось. Со временем, однако, здесь появились свои учёные-арабисты, богословы, знатоки Корана и мусульманского права. Созданная на основе арабской графики аджамская письменность позволила бежтинцам писать и читать на родном и аварском языках.